# Theodor Gessner

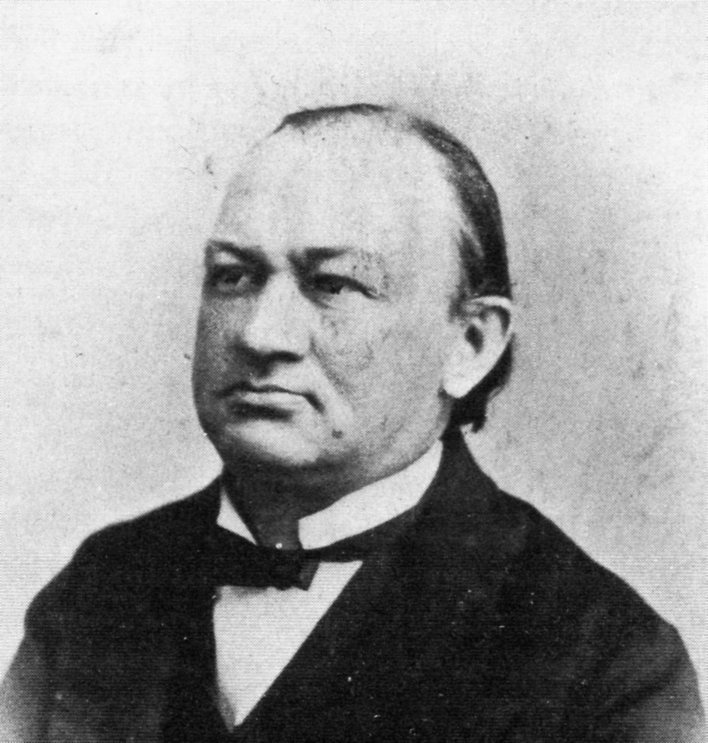
Theodor Gessner um 1878

Theodor Gessner (* 6. Juni 1830 in Halberstadt; † 3. Februar 1884 in Quakenbrück) war ein Lehrer und Gymnasialdirektor in Quakenbrück. 

## Herkunft
Gessner entstammte einer Apotheker- und Gelehrtenfamilie. Er war ein Sohn von Johann Georg Geßner (1766–1838), vom Ende des 18. Jahrhunderts bis 1827 Inhaber der Rats-Apotheke in Halberstadt.

## Leben
Gessner besuchte das Domgymnasium in Halberstadt und legte dort Ostern 1850 das Abitur ab. Er studierte Mathematik und Naturwissenschaften in Halle und Berlin und machte dort 1854 das Examen pro facultate docendi. Als Probelehrer ging er in seine Vaterstadt zurück. Er wurde 1855 als Vertreter des Mathematicus an das Gymnasium zu Schleusingen berufen, übernahm 1856 die Leitung des Alumnates, wurde 1867 Oberlehrer und erhielt 1868 die Berufung an die neu zu gründende Höhere Bürgerschule Quakenbrück. Trotz vieler Schwierigkeiten schaffte er es, die Schule innerhalb weniger Jahre in die Reihe der preußischen Vollanstalten einzureihen. 1878 wurde die Anstalt ein Realgymnasium. Intensiv beteiligte sich Gessner am öffentlichen Leben, so zählte er zu den Gründern der „Handwerker-Fortbildungsschule Quakenbrück“, war Mitglied des Bürgervorsteherkollegiums (Stadtrat) von Quakenbrück und Abgeordneter der 3. Kurie der Osnabrücker Landschaft. Als Nationalliberaler unterstützte er u. a. Johannes von Miquel. Engagiert wirkte er bei der Einführung eines neuen hannoverschen Kirchengesangbuches mit. In Quakenbrück ist die Theodor-Geßner-Straße nach ihm benannt.

## Schriften
- Gessner, Theodor. Publikationen in der bibliografischen Datenbank der Regesta Imperii.
- Geschichte der Stadt Schleusingen bis zum Tode des letzten Grafen von Henneberg. Selbstverlag, Schleusingen 1860. (Digitalisat)
- Streiflichter, den hannoverschen Gesangbuchsentwurf betreffend. Aus den Verhandlungen der Bezirkssynode zu Menslage. Buddenberg, Quakenbrück 1880.
- Das hohe Lied Salomonis, erklärt und übersetzt. Rackhorst, Osnabrück 1881.